# Igreja de Santa Eulália (Balazar)

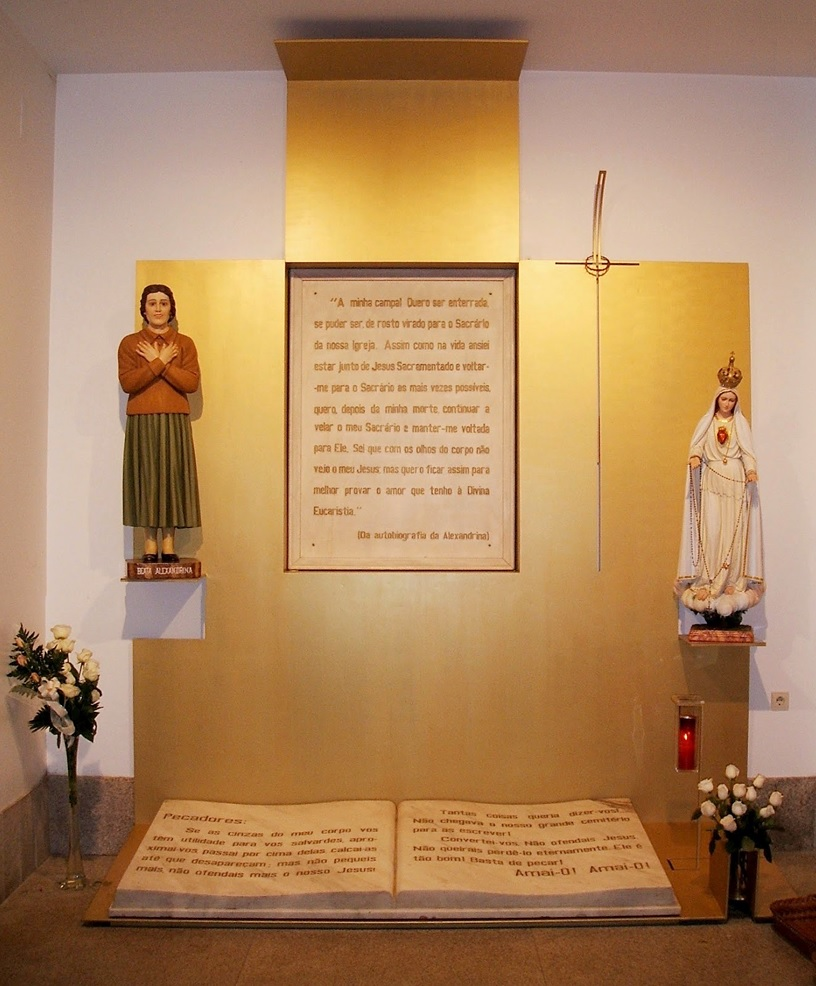
Túmulo da Beata Alexandrina de Balazar

A Igreja de Santa Eulália, Igreja Paroquial de Balazar ou Santuário de Balazar, trata-se de uma igreja, sede de paróquia, situada no lugar e freguesia de Balazar, no Município da Póvoa de Varzim.
Tornou-se num importante centro de peregrinação cristã devido a nela guardarem-se os restos mortais de uma famosa mística católica, a Beata Alexandrina Maria da Costa.
A construção desta igreja terminou em 1907; a anterior, que vinha do século XV, de quando à Santa Eulália se anexou Gresufes, situava-se onde se encontra atualmente o cemitério da localidade.
A actual igreja foi construída entre 1907 e 1910, como consta das atas da Junta de Paróquia e vem noticiado em jornais do tempo. Posteriormente, foi-lhe colocada a talha do altar-mor e dos laterias, de inspiração neoclássica, o que está documentado em fotografias existentes. Quando se trasladaram para lá os restos mortais da Beata Alexandrina Maria da Costa, a capela-mor sofreu uma remodelação radical, formando-se uma espécie de transepto. Toda a talha da igreja foi retirada, mas colocaram-se-lhe então os vitrais.
Esta igreja foi precedida de várias outras. Originalmente, de acordo com o Censual do Bispo D. Pedro, existiam duas, a de Gresufes e do Lousadelo. Mais tarde, segundo os Inquirições, a igreja do Lousadelo passou para o Casal. Por fim, em meados do século XVI, quando Gresufes foi definitivamente anexada a Balazar (Gresufes estivera no século anterior anexa a Balazar, mas depois anexara a Gondifelos (ver Avelino de Jesus Costa, O Bispo D. Pedro e a Organização da Arquidiocese de Braga, Braga 2000, vol. II, pág. 54), foi construída a Igreja do Matinho, na parte nascente do local onde agora está o Cemitério. Sobre esta igreja, há variada informação nas "Memórias Paroquiais de 1758" (publicadas no Boletim Cultural Póvoa de Varzim - Fernando Barbosa, O Concelho da Póvoa de Varzim no Século XVIII. As Memórias Paroquiais de 1736 e de 1758, vol. I, nº 2, 1958, pp. 258–343) e no Tombo da Comenda de Balazar existente na Torre do Tombo.

## Festas e romarias
- Beata Alexandrina de Balazar - Dia 13 de Outubro
- Senhor da Cruz Aparecida - Bianualmente em Julho
- São Sebastião - Janeiro